# Dermechinus
Genre
Dermechinus est un genre d'oursins de la famille des Echinidae.

## Caractéristiques
Dermechinus n'est représenté actuellement que par une seule espèce, Dermechinus horridus (A. Agassiz, 1879),, un oursin abyssal du Pacifique encore très mal connu.
Comme les scientifiques ne connaissent encore que peu de choses sur la faune des grands fonds marins, il n'est pas impossible que ce genre comporte d'autres espèces.